# 西澤暲
西澤 暲（にしざわ あきら、1934年〈昭和9年〉6月30日 - ）は、兵庫県神戸市出身のフリーアナウンサー。2020年11月の時点で、日本における現役最高齢のスポーツアナウンサーとされている。

## 人物・経歴
神戸市中央区で出生したが、実家は1945年6月5日の神戸大空襲で焼失。当時10歳だった自身は長野県内への学童疎開中だったため難を逃れたものの、実父と実姉を亡くしている。
第2次世界大戦の終戦後に神戸へ帰郷。兵庫県立長田高等学校への在学中には、軟式野球部のキャプテンを務めるかたわら、文化祭で総合司会を務めた。卒業後に進学した関西学院大学では、学内の放送研究会（通称「KGB」、現在の総部放送局）に所属。学生タレントとして、ラジオで多数のCMや番組に出演した。大学時代の同期生に、藤岡琢也などがいる。
大学卒業後の1958年に、大阪放送（OBC、現在のラジオ大阪）へアナウンサー第1期生として採用。入社直後から、主にスポーツ中継を担当した。同年のプロ野球ナイトゲーム中継では、実況アナウンサーの隣に両チームのファンを座らせたうえで、アナウンサーが解説者の役割を兼ねながら実況していたという（いわゆる「応援放送」）。また、1958年7月まで阪神甲子園球場の本塁側グラウンドレベルに存在した「葦簀張りの放送席」で、最後に実況を経験している。
1961年にOBCから中部日本放送（CBC）へ移籍。OBC時代と同じく、プロ野球中継などのスポーツ番組で活躍した。1964年の東京オリンピックで、民放ラジオ局アナウンサーの代表として、陸上競技とボート競技 などのラジオ中継で実況を担当。陸上競技の中継では、10時間連続で実況を務めた。
やがて、CBCを退社すると、フリーアナウンサーとして地元の関西地方を中心に活動。1970年から2001年までは、サンテレビのプロ野球中継『サンテレビボックス席』で、32年間にわたって阪神タイガースの公式戦を中心に500以上の試合の実況を担当した。また、テレビ和歌山が制作・放送する全国高等学校野球選手権和歌山大会中継では、同局の開局1年目（1974年）から2019年まで、46年間にわたって実況を担当していた。
アメリカンフットボールの中継・関連番組にも、武田建（母校のチームである関西学院大学ファイターズの元監督）とのコンビを中心に、実況担当として長らく活躍している。かつては、サンテレビで「カレッジフットボールin USA」や関西の大学カレッジフットボウルの実況などを担当。1990年代からは、CS放送のGAORAにおいて、「キャスター」という肩書でNFL中継の実況を務めている。ちなみに、NFLのチームでは、アトランタ・ファルコンズの大ファンであることを公言。スポーツアナウンサーとして中継で実況した種目は、前述の種目にバレーボールなど35種目前後に達する。
大学およびアナウンサーとしての後輩に当たる戸倉信吉（朝日放送でアナウンサー・テレビ制作部プロデューサー・デジタルメディア局長を歴任）の母方の叔父。80代に入った2014年以降も、フリーランスのスポーツアナウンサーとして、前述のNFLや全国高等学校野球選手権和歌山大会・兵庫大会中継の実況を担当している。また、KGB懇親サロンの会長・サン放送アカデミーの講師・一般社団法人リコネクトテレビジョンの顧問 を務めるかたわら、「スポーツキャスター」という肩書で講演活動も展開。今後の目標として、自身2度目の東京オリンピック（2021年に開催の2020年夏季大会）のラジオ中継で、100メートル競走の予選を1レースだけでも実況することを挙げていた。ただし、日本国内向けのオリンピック中継ではNHK・（主に在京）民放局の現役スポーツアナウンサーから若干名が実況要員としてジャパンコンソーシアムへ派遣される仕組みが確立しているため、目標の実現までには至っていない。
2014年2月には、「元『サンテレビボックス席』アナウンサー」という肩書で、講談社から自身初の著書「阪神戦、実況32年。」を刊行。江本孟紀の阪神退団・現役引退（1981年）のきっかけになったとされる「ベンチがアホやから野球がでけへん」という発言を本人から直接聞いていたことを明かした ほか、『サンテレビボックス席』の担当時代に交流があった阪神OBの解説者・主力選手のエピソードや、実況アナウンサーとしての経験などを綴っている。

## 出演番組
- 私の好きな歌 - 学生タレント時代に初めて出演した新日本放送（現在のMBSラジオ）の帯番組
- ラジオ大阪ドラマティックナイター - ラジオ大阪のプロ野球中継の後年（1993年 - 2007年）のタイトル（2008年以降は中継から撤退）。
- 侍プロ野球 - CBCテレビのプロ野球中継の現行タイトル。
- CBCドラゴンズナイター - CBCラジオのプロ野球中継の現行タイトル。
- ジャンボサタデーMBS - フリーアナウンサーの転身後（1970年代前半）に司会を務めたMBSラジオ（当時の社名は毎日放送）の公開生放送番組
- 全国高等学校野球選手権滋賀大会中継 - びわ湖放送
  - 後述する和歌山大会中継を本格的に実況するまで担当
- 全国高等学校野球選手権和歌山大会中継 - テレビ和歌山
  - 「大会と『サンテレビボックス席』の阪神戦中継が重なった日には後者の実況を優先する」との条件で、1974年から2019年までの46年間に、通算361試合で実況を担当。本人曰く、「第1試合だけを実況した後に、甲子園球場へ移動して『サンテレビボックス席』で阪神のナイトゲームを実況してから、妻が運転する自動車で和歌山県内へ戻って翌日の第1試合を実況することが数回あった」という。放送対象地域の和歌山県で実母が出生していたとのことで、晩年は準々決勝を中心に担当。
- 全国高等学校野球選手権兵庫大会中継
  - ケーブルテレビ向けの中継で実況を担当。かつては、サンテレビ制作の中継で実況していた。

この他にも、全国高等学校野球選手権香川大会のテレビ中継で実況を担当していた時期がある。
以下はいずれも、サンテレビが制作するスポーツ中継番組。
- サンテレビボックス席
  - 阪神戦に加えて、1988年までは阪急ブレーブスの主催試合でも実況を担当。担当を勇退した後の2014年5月1日には、「サンテレビ開局45周年記念中継」として放送された阪神対広島のナイトゲーム中継（甲子園球場）に、ゲストとして久々に登場した。
- 兵庫リレーカーニバル - サンテレビ開局翌年（1970年）の第18回大会から、2001年の第49回大会まで、31年連続で実況を担当。
- カレッジフットボール in USA

以下はいずれも、ラジオ関西でパーソナリティを務めた番組。
- サテスタ　ニュースブレイク（1967年4月 - 1970年3月、毎週月 - 土曜日17:45 - 18:00→17:45 - 17:55）
- 7時15分　西澤暲です（1981年4月 - 1984年3月、毎週月 - 金曜日7:15 - 8:00）

## 実況を担当した阪神タイガースの主な試合
いずれも阪神甲子園球場で開催。実況を担当したプロ野球の試合自体は、OBC・CBCのアナウンサー時代を含めて、通算で1050試合以上に達する。
- 1973年8月30日：阪神タイガース対中日ドラゴンズ戦
  - 阪神先発の江夏豊が参考記録ながら延長11回をノーヒットノーランで投げ抜いた末に、自らのサヨナラ本塁打で決着を付けたことで知られる一戦。サンテレビに現存する阪神戦の中継映像では最も古いため、阪神の歴史を振り返る番組（『虎辞書なる!!』など）や、「阪神タイガースオリジナルDVDブック 猛虎烈伝」第4巻「20世紀最高の左腕　江夏豊」の付録DVDなどに資料として使われている。
  - CBCアナウンサー時代の1964年8月18日にも、中日対読売ジャイアンツ（巨人）戦（中日球場）のラジオ中継で、中日の中山俊丈による9回ノーヒットノーラン達成の瞬間を実況していた。
- 1973年10月22日：阪神タイガース対読売ジャイアンツ（巨人）戦
  - 両チームにとってセントラル・リーグ優勝の掛かった大一番だったが、巨人が9-0で大勝するとともにリーグ9連覇を達成。試合終了の直後から、怒り心頭に発した大勢の阪神ファンが、スタンドや三塁側の巨人ベンチ内で暴動を起こした（阪神タイガース#世紀の落球とV9も参照）。内野スタンドバックネット裏中段の放送席でも、サンテレビと同時に試合を中継していた読売テレビのテレビカメラが、ファンに奪われたあげく破壊されるなどの被害が発生。しかし西澤は、「サンテレビは、俺らの味方や!手を出すな!」というファンの一声で、辛うじて放送席ごと難を逃れた。この一件は、「サンテレビが阪神ファンから絶大な信頼と愛情を寄せられているエピソード」として、現在まで語り継がれている。ただし西澤は、「（試合終了後にも）放送が続いていたため、何事か実況していたはずだが、何を喋っていたのかは記憶の中からすっぽりと抜け落ちている」という[9]。
- 1982年7月8日：阪神タイガース対広島東洋カープ戦
  - 岡山県野球場での阪神主催試合だったが、阪神の攻撃中に蛇がナイター照明設備へ入り込んだ影響で、球場全体が18分間にわたって停電。サンテレビではテレビ中継用の電源車を場外に停車させていたため、停電中も場内の情景などを伝えながら実況を続けた。
- 1985年10月31日：日本シリーズ第5戦（阪神タイガース対西武ライオンズ戦）
  - 独立UHF局による史上初の日本シリーズ中継。西澤が同シリーズの試合を実況したのは、この日だけである[10]。ただし、現在に至るまで、阪神のセントラル・リーグ優勝や日本シリーズ制覇の瞬間を実況したことはない[11]。
- 1992年9月11日：日本プロ野球史上最長試合（阪神タイガース対ヤクルトスワローズ戦）
  - 試合時間が6時間26分に及んだ末に、延長15回で引き分け。西澤は、当日の午前9時から午後2時まで兵庫県芦屋市のスタジオでサンテレビのNFL関連番組を収録した後に、隣の西宮市にある甲子園球場へ移動。午後6時の試合開始から、放送終了の翌12日の午前0時35分まで、ウーロン茶を缶2本分飲んだだけで何も食べずに実況を続けた[12]。この中継は、平均視聴率28.0％、瞬間最高視聴率50.0％を記録した（当時視聴率調査を実施していたエーシーニールセン・関西地区調べ）。

## 著書
- 「阪神戦・実況32年。甲子園の放送席から見たタイガースの真実」（講談社、2014年2月20日初版刊行）ISBN 978-4062187732